# Нанос (Випава)
Нанос (словен. Nanos) — розсіяне поселення на плато Нанос в общині Випава. Висота над рівнем моря: 903,9 метрів.